# Орлеанска династия
Орлеанска династия (на френски: Maison d’Orléans) е наименование на четири отделни френски херцогски и кралски фамилии. Тя е разклонение на династията на Бурбоните и така е линия, произлизаща от Капетингите.

## Първа Орлеанска линия (1392 – 1515)
Първата Орлеанска династична линия (1392 – 1515) е известна още като френската кралска династия Валоа-Орлеан. Виж статията Валоа (династия).

## Втора Орлеанска линия (17-ти век)
Втората Орлеанска династическа линия води началото си от Гастон (1608 – 1660), трети син на френския крал Анри IV дьо Бурбон. Името му се свързва с всички интриги и дворцови заговори, насочени срещу всемогъщите първи министри Ришельо и Мазарини. Нито едно от начинанията му не се увенчава с успех и той завършва живота си заточен в замъка Блоя. През 1626 г. Гастон се жени за Мария, дъщеря и наследница на херцог Анри дьо Бурбон-Монпансие. След нейната смърт сключва тайно брак през 1632 г. с Маргарита, дъщеря на лотарингския херцог Франц II, признат след редица пречки. Неговата дъщеря от първия му брак Анна-Мария-Луиза д’Орлеан, херцогиня Дьо Монпансие (1627 – 1693), наследява огромно състояние и това я превръща в желана партия за много европейски монарси, включително и за френския крал Луи XIV. Авантюристка по дух, тя проиграва всички възможности за блестящ брак и накрая се влюбва в херцог Антонен дьо Лозьон. С цената на много успява да се омъжи за него. Този брак се оказва нетраен и със смъртта на Анна-Мария-Луиза Втората орлеанска династична прекратява съществуването си. Гастон д’Орлеан има още три дъщери от втория си брак: Маргарита-Луиза (1645 – 1721), съпруга на великия херцог на Тоскана Козимо III де Медичи; Елизабет, херцогиня д’Алансон (1646 – 1696), сключила брак с херцог Луи-Жозеф дьо Гиз; Франсоаз-Мадлен (1648 – 1664), омъжена за херцог Карло Емануеле II ди Савоя.

## Трета Орлеанска линия (1660 – 1848)

### Филип I Орлеански
Третата орлеанска линия е династичен клон на династията Бурбони – херцози на Орлеан (1660 – 1830) и крале на Франция (1830 – 1848). Тя произлиза от херцог Филип I (21.9.1640 – 8.6.1701), втори син на френския крал Луи XIII и по-малък брат на Луи XIV, Кралят Слънце. Неговите успехи на бойното поле предизвикват завист у брат му, който го отстранява от командването на армията. Завещанието на Карлос II, според което испанската корона преминава у Фелипе V д’Анжу, поражда разочарования у орлеанския херцог. Той се счита за пряк наследник на трона в тази страна, понеже майка му Анна Австрийска е испанска инфанта. Филип I Орлеански се жени два пъти: през 1661 г. за Хенриета-Анна (1644 – 1670), дъщеря на екзекутирания английски крал Чарлз I, от която има две дъщери; през 1671 г. за Елизабет-Шарлота (1652 – 1712), дъщеря на пфалцкия курфюрст Карл I Лудвиг, от която има син и дъщеря:
1. Мария-Луиза (1) (1662 – 1689), омъжена (1679) за испанския крал Карлос II;
2. Анна-Мария (1) (1669 – 1728), омъжена (1684) за краля на Сардиния Виктор Амадей II;
3. Филип II (2) (2.7.1674 – 2.12.1723), следващ херцог на Орлеан;
4. Елизабет Шарлота (2) (1676 – 1744), омъжена (1698) за лотарингския херцог Леополд-Йозеф (1679 – 1729).[1][2]

### Филип II Орлеански
Филип II е сред най-известните личности във френския политически живот през първата половина на 18-ти век. Възпитаван от бъдещия си министър абат Гийом Дюбоа, той приема съвета му да се ожени през 1692 г. за Франсоаз-Мария дьо Бурбон-Блоа (1677 – 1749), извънбрачна дъщеря на Луи XIV от мадам дьо Монтеспан. Подобно на баща си, Филип II притежава военен талант и също поражда ревност у Краля Слънце. По време на Войната за испанското наследство (1701 – 1714) той командва френската армия и се опитва да игнорира законния испански крал Фелипе V. Поради тази причина е отзован и заточен във Версай. Неговите занимания с химия предизвикват подозрения, че подготвя отравяне на представители на кралското семейство. Живее изолирано до смъртта на Луи XIV, след което е признат за регент на малолетния Луи XV. Много популярен сред населението, той първоначално стабилизира финансите на Франция, но през 1720 г. страната банкрутира. По време на регентството му висшата аристокрация успява да се завърне отново на власт. От съпругата си има седем дъщери и един син.
1. Мария-Луиза-Елизабет (1695 – 1719), омъжена: 1. (1710) за херцог Шарл IV дьо Бери (1686 – 1714); 2. (1716) за Арман д’Едик (1692 – 1741);
2. Луиза-Аделаида (1698 – 1743), абатиса в Шел (1719 – 1734);
3. Шарлота-Аглая (1700 – 1761), омъжена (1720) за херцога на Ферара и Модена Франческо III д’Есте (1698 – 1780);
4. Луи IV Орлеански (4.8.1703 – 14.2.1752), следващ херцог на Орлеан;
5. Луиза-Елизабет (1709 – 1742), омъжена (1723) за испанския крал Луис I;
6. Филипа-Елизабет (1714 – 1734), неомъжена;
7. Луиза-Диана (1716 – 1736), омъжена (1732) за принц Луи-Франсоа I дьо Конти.[2]

### Луи IV Орлеански и Луи-Филип I Орлеански
Единственият син и наследник на Филип II, Луи IV Орлеански, е известен с научните си занимания. Той се ползва с репутацията на специалист в областта на еврейския език. Създава кабинет по естествена история и сбирка за медали. Последните двадесет и две години прекарва в парижкото абатство „Сент Женевиев“. През 1724 г. се жени за Августа-Мария-Йохана (1704 – 1726), дъщеря на маркграф Лудвиг Вилхелм фон баден-Баден, от която има само един син Луи-Филип I Орлеански (12.5.1725 – 18.11.1785). Луи-Филип I Орлеански се отличава в няколко военни похода и през 1744 г. става генерал-лейтенант. През 1743 той се жени за Луиза-Хенриета (1726 – 1759), дъщеря на принц Луи-арман дьо Конти, от която има един син – Луи-Филип II Орлеански (13.4.1746 – 6.11.1793), следващия херцог на Орлеан и дъщеря – Мария-Тереза-Батилда (1750 – 1822), омъжена (1770, развод 1780) за херцог Луи VI Анри Жозеф дьо Конде (1756 – 1830). След смъртта на първата си съпруга той се жени тайно през 1773 г. за маркиза Шарлота дьо Монтесон (1737 – 1806) и прекарва остатъка от живота си в своя дом в Баньоля. Покровителства науката и новите идеи, проявява интерес и към театъра.

### Луи-Филип II Орлеански
Наследникът на Луи-Филип I Орлеански, Луи-Филип II Орлеански, наречен „Егалите“, отрано се стреми да играе водеща роля в политиката на Франция. Известен като масон и привърженик на идеите на Просвещението, Луи-Филип II Орлеански се стреми към по-голяма обществена изява. По време на управлението на Луи XV е в изгнание. По-късно става враг на Мария-Антоанета и оглавява опозицията срещу крал Луи XVI. Депутат в Генералните щати на Франция (1789), той е един от първите аристократи, присъединили се към исканията на Третото съсловие. Проповядва революционни идеи и храни надежди да се възкачи на трона или поне да стане регент. Кралят иска да го привлече на своя страна, като му дава чин адмирал, но херцог Луи-Филип II вижда в революцията възможност да реализира амбициите си. Избран е в Конвента, приема името Егалите (Равенство) и през 1792 г. гласува за смъртната присъда за Луи XVI. Всичко това не му помага в дните на якобинския терор, когато е осъден на смърт и гилотиниран.
През 1769 г. Луи-Филип II Орлеански се жени (развод 1792) за Луиза-Мария-Аделаида (1753 – 1821), от която получава значително състояние и става най-богатият сред френските принцове. От нея той има четири деца:
1. Луи-Филип III Орлеански (6.10.1773 – 26.8.1850), следващ херцог на Орлеан и бъдещ крал на Франция (1830 – 1848) под името Луи-Филип I;
2. Антоан-Филип, херцог дьо Монпансие (1775 – 1807), неженен;
3. Аделаида (1777 – 1847), неомъжена;
4. Луи-Шарл, граф дьо Божоле (1779 – 1808), неженен.[2]

Херцог Антоан-Филип дьо Монпансие първоначално се сражава в редовете на френската армия по време на революцията от 1789 г. Впоследствие е арестуван от якобинците, а след 1796 г. емигрира в Америка, където умира през 1807 г.

### Луи-Филип III Орлеански
След екзекуцията на Луи-Филип II Орлеански, синът му Луи-Филип III Орлеански бяга извън страната за да се спаси от преследване. Бъдещият крал прекарва близо двадесет и пет години в емиграция. В началото живее в Швейцария, където се препитава, работейки като учител. Странства из Западна Европа, пребивава три години в САЩ и накрая се установява в Англия. През 1809 г. се жени за Мария-Амалия (1782 – 1866), дъщеря на краля на Двете Сицилии Фернандо I и остава да живее при своя тъст.
След Реставрацията през 1815 г. Луи-Филип III Орлеански се завръща във Франция, но е приет хладно от Бурбоните, които виждат в негово лице потенциален съперник за короната. По време на Стоте дни избягва в Англия и е принуден да остане там, тъй като Луи XVIII не му позволява да живее в родината си. През 1817 г. Луи-Филип III Орлеански успява да се завърне и се установява във фамилния си дворец Пале Роял в Париж. Отношенията му с двора продължават да бъдат обтегнати. той предпочита да поддържа контакти с буржоазни кръгове и групира около себе си опозиционно настроени среди. По време на Юлската революция от 1830 г. привържениците му настройват общественото мнение в негова полза. В резултат на това на 7 август 1830 г. Луи-Филип III Орлеански е провъзгласен за крал на Франция под името Луи-Филип I (1830 – 1848). Наречен е „Кралят гражданин“ поради скромния си начин на живот и връзките си буржоазията и деловите кръгове. Управлението му съвпада с окончателното превземане на Алжир. С изключение на някои колониални придобивки външната политика на Франция е умерена и миролюбива. Въпреки икономическия разцвет на страната срещу монарха се създават отрицателни настроения. Избухналата през 1848 г. революция го принуждава да абдикира и да избяга заедно със семейството си в Англия, където две години по-късно умира.
От съпругата си Мария-Амалия, Луи-Филип I има десет деца, осем от които достигат пълнолетие:
1. Фердинанд-Филип Орлеански (3.9.1810 – 13.7.1842), следващ херцог на Орлеан;
2. Луиза-Мария (1812 – 1850), омъжена (1832) за краля на Белгия Леополд I;
3. Мария (1813 – 1839), омъжена (1837) за принц Александер фон Вюртемберг (1804 – 1881);
4. Луи-Шарл-Филип-Рафаел дьо Немур (1814 – 1896);
5. Клементина (1817 – 1907);
6. Франсоа дьо Жоанвил (1818 – 1900);
7. Анри д’Омал (1822 – 1897);
8. Антоан-Мари-Филип (1824 – 1890), основател на клона Орлеан-Монпансие.[2]

Вторият син на Луи-Филип I, Луи-Шарл-Филип-Рафаел дьо Немур (1814 – 1896), става генерал във френската армия. През 1831 г. е избран от Белгийския Национален конгрес за крал на страната, току що извоювала своята независимост. Баща му обаче е принуден да откаже белгийската корона за Луи-Шарл-Филип-Рафаел под натиска на Англия, която се страхува Белгия да не бъде анексирана от френски войски. Херцог Дьо Немур участва в завладяването на Алжир, а след революцията от 1848 г. заедно със семейството си емигрира в Англия. През 1871 г. се завръща във Франция и отново е включен в армията като генерал. Според Закона за изгнание на принцовете от 1886 г. е уволнен от военна служба. умира във Франция през 1896 г. Луи-Шарл-Филип-Рафаел дьо Немур през 1844 г. се жени за Виктория (1822 – 1857), дъщеря на принц Фердинанд Георг Август фон Сакс-Кобург-Заалфелд, от която има двама синове и две дъщери:
1. Гастон (1842 – 1922), основател на клона Орлеан-Браганса;
2. Фердинанд (1844 – 1910), основател на клона Орлеан-Алансон;
3. Маргарита (1846 – 1893), принцеса Чарторикска;
4. Бланш (1857 – 1932), неомъжена.[1]

Третата дъщеря на Луи-Филип I, Клементина (1817 – 1907), през 1843 г. става съпруга на принц Август фон Сакс-Кобург-Гота (1818 – 1881) и през 1861 г. става майка на бъдещия български цар Фердинанд I. По-голямата част от своя живот тя посвещава на отглеждането и възпитанието на своите деца, като особено внимание отделя на Фердинанд. След избирането му за княз принцеса Мария-Клементина живее дълго време в България.
Принц Франсоа дьо Жоанвил (1818 – 1900) учи във военноморското училище и става капитан на кораб. През 1840 г. е натоварен с мисията да върне тленните останки на Наполеон I от остров Св. Елена. Революцията от 1848 г. го принуждава да избяга в Англия, а по време на Гражданската война в САЩ (1861 – 1865) той се бие на страната на Севера. Във Френско-преската война (1871) се сражава под името полковник Лютро. През 1871 г. е избран е за депутат в Националното събрание. Със Закона за изгнание на принцовете (1886) е сложен край на военноморската му кариера. През 1843 г. се жени за Франсиска (1824 – 1881), дъщеря на бразилския император Педро I. от брака им се раждат две деца: Франсояз (1844 – 1925), омъжена за братовчед си Робер, херцог Дьо Шартр и Пиер, херцог Дьо Пентиевр (1845 – 1919).
Херцог Анри д’Омал (1822 – 1897) влиза в армията едва шестнадесетгодишен и се отличава в походите в Алжир. Става губернатор на колонията. Подобно на своето семейство през 1848 г. се оттегля в Англия и там се посвещава на исторически изследвания и публицистика. Автор е на „история на принцовете Конде“. пише срещу режима на Наполеон III След Френско-пруската война през 1871 г. е избран за депутат в Националното събрание на своята страна, но през 1886 г. е депортиран, но по-късно се завръща. Научните му занимания го правят член на Френската академия. от брака си през 1844 г. със сицилианската принцеса Мария-Каролина (1822 – 1869), дъщеря на принц Леополдо ди Бурбон-Сицилия има двама синове: Луи-Филип, принц дьо Конде (1845 – 1866) и Франсоа, херцог дьо Гиз (1854 – 1872), които не оставят потомство.

### Фердинанд-Филип, Луи-Филип и Филип Орлеански
Първородният син на крал Луи-Филип I, Фердинанд-Филип Орлеански (3.9.1810 – 13.7.1842), е офицер от френската армия и взема участие в завладяването на Алжир. Смъртта му при пътно злополука нанася тежка травма на династията. През 1837 г. се жени за Хелена (1814 – 1858), дъщеря на херцог Фридрих Лудвиг фон Мекленбург-Шверин, от която има двама синове: Луи-Филип, граф на Париж (24.8.1838 – 8 – 9.1894) и Робер, херцог дьо Шартр (9.11.1840 – 5.12.1910).
Графът на Париж Луи-Филип напуска Франция през 1848 г., едва десетгодишен и по-късно участва във войната между Севера и Юга в САЩ. След това написва „История на Гражданската война в Америка“. През 1871 г. се завръща в родината си и става лидер на Орлеанската партия. След смъртта на граф Анри д'Артоа, граф Дьо Шамбору последен представител на Бурбоните, графът на Париж главява френската кралска фамилия в изгнание под името Филип VII (1883). Последните години от живота си прекарва в Англия. През 1864 г. се жени за братовчедка си Мария-Изабела (1848 – 1919), дъщеря на херцог Антоан дьо Монпансие, от която има шест деца:
1. Мария-Амалия (1865 – 1951), омъжена (1886) за португалския крал Карлуш I;
2. Филип Орлеански (24.8.1869 – 28.3.1926), следващ херцог на Орлеан, женен за Мария-Доротея, дъщеря на ерцхерцог Йохан-Карл фон Хабсбург, принц палатин на Унгария;
3. Елена (1871 – 1951), омъжена (1895) за херцог Емануеле-Филиберто ди Савоя-Аоста (1869 – 1931);
4. Изабела (1878 – 1961), омъжена (1899) за херцог Жан дьо Гиз (1874 – 1940);
5. Луиза (1882 – 1958), омъжена (1907) за мадридския принц Карли ди Бурбон-Сицилия;
6. Фердинанд, граф Дьо Монпансие (1884 – 1924), женен (1921) за Мария-Изабела-Гонзалес де Оланета и Ибарета (1870 – 1949).[2]

Двамата синове на Луи-Филип, Филип Орлеански и Фердинанд, граф Дьо Монпансие умират без да оставят наследници, поради което родът Орлеан е продължен от втория син на Фердинанд-Филип Орлеански, херцог Робер дьо Шартр. Херцог Робер дьо Шартр се жени през 1863 г. за Франсоаз (1844 – 1925), дъщеря на принц Франсоа дьо Жоанвил, от която има пет деца:
1. Мария (1865 – 1909), омъжена (1885) за датския принц Валдемар Глюксбург (1858 – 1939);
2. Робер (1866 – 1885), неженен;
3. Анри (1867 – 1901), известен като пътешественик из Азия и Африка, който публикува резултатите от експедициите си в научен труд;
4. Маргарита (1869 – 1940), омъжена за сина на френския президент Мак Махон;
5. Жан дьо Гиз (1874 – 1940), женен (1899) за Изабела (1878 – 1961), дъщеря на графът на Париж Луи-Филип, от която има четири деца:
  1. Изабела (1900 – 1983), омъжена за граф Брюно д’Аркур, а след смъртта му за принц Пиер Мюра;
  2. Франсоаз (1902 – 1953), омъжена за Христофор, син на гръцкия крал Георгиос I;
  3. Анна (1906 – 1986), омъжена за херцог Амедео ди Савоя-Аоста;
  4. Анри, 2-ри граф на Париж (* 1908).[2]

## Херцози на Орлеан (1660 – 1830) и крале на Франция (1830 – 1848)
- 1660 – 1701: Филип I (21.9.1640 – 8.6.1701), втори син на френския крал Луи XIII
- 1701 – 1723: Филип II (2.7.1674 – 2.12.1723), син на Филип I
- 1723 – 1752: Луи IV Орлеански (4.8.1703 – 14.2.1752), син на Филип II
- 1752 – 1785: Луи-Филип I Орлеански (12.5.1725 – 18.11.1785), син на Луи IV Орлеански
- 1785 – 1792: Луи-Филип II Орлеански (13.4.1746 – 6.11.1793), син на Луи-Филип I Орлеански
- 1793 – 1830: Луи-Филип III Орлеански (6.10.1773 – 26.8.1850), син на Луи-Филип II Орлеански, крал на Франция (1830 – 1848) под името Луи-Филип I
- 1830 – 1842: Фердинанд-Филип Орлеански (3.9.1810 – 13.7.1842), син на Луи-Филип III Орлеански
- 1842 – 1894: Луи-Филип (24.8.1838 – 8 – 9.1894), син на Фердинанд-Филип Орлеански
- 1894 – 1926: Филип Орлеански (24.8.1869 – 28.3.1926), син на Луи-Филип.[2]

## Гербове
- Гербът на династия Валоа-Орлеан и Орлеан.
- Гербът на Франция по време на Юлската монархия 1830 – 1831.
- Гербът на Орлеан от 1883 г.